# دی‌بی کورپ
دی‌بی کورپ (انگلیسی: DB Corp) شرکت رسانه‌ای هندی است، که در سال ۱۹۵۸ توسط رامش چاندرا آگاروال تأسیس شد.